# Twenty20 international
 (février 2023).
Si vous disposez d'ouvrages ou d'articles de référence ou si vous connaissez des sites web de qualité traitant du thème abordé ici, merci de compléter l'article en donnant les références utiles à sa vérifiabilité et en les liant à la section « Notes et références ».

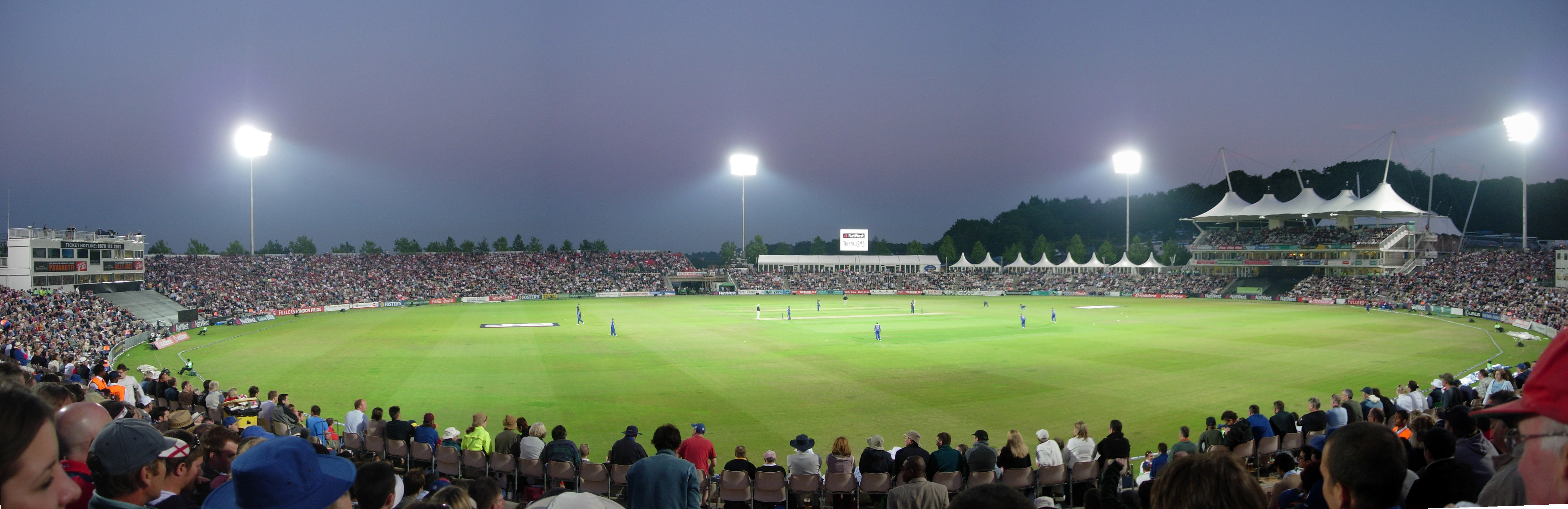
Twenty20 international entre Angleterre et Sri Lanka (juin 2006).

Le Twenty20 international est une forme de cricket disputée entre des équipes nationales. C'est l'équivalent au niveau international du Twenty20. C'est la forme la plus courte de jeu au plus haut niveau international, les matchs durant trois heures au maximum, et également la plus récente : la première rencontre de ce type a été disputée en 2005.

## Équipes
La fédération internationale de cricket, l'International Cricket Council, ne reconnaît officiellement comme Twenty20 international que les matchs organisés entre certaines sélections. Ces équipes sont les équipes autorisées à pratique le One-day International, à savoir les nations « test » et les autres sélections qualifiées pour la Coupe du monde précédente.
| Équipe             | Débuts             |
| ------------------ | ------------------ |
| Australie          | 17 février 2005    |
| Nouvelle-Zélande   | 17 février 2005    |
| Angleterre         | 13 juin 2005       |
| Afrique du Sud     | 21 octobre 2005    |
| Indes occidentales | 16 février 2006    |
| Sri Lanka          | 15 juin 2006       |
| Pakistan           | 28 août 2006       |
| Bangladesh         | 28 novembre 2006   |
| Zimbabwe           | 28 novembre 2006   |
| Inde               | 1er décembre 2006  |
| Kenya              | 1er septembre 2007 |
| Écosse             | 12 septembre 2007  |
| Pays-Bas           | 2 août 2008        |
| Irlande            | 2 août 2008        |
| Canada             | 2 août 2008        |
| Bermudes           | 3 août 2008        |